# Albert Ellis
Albert Ellis (ur. 27 września 1913 roku w Pittsburgu, zm. 24 lipca 2007 roku w Nowym Jorku) – amerykański psycholog i psychoterapeuta. Twórca terapii racjonalno-emotywnej, uważany za „dziadka” terapii poznawczej. Pochodził z żydowskiej rodziny, miał młodszego brata i siostrę. W czasie dzieciństwa rodziców prawie nigdy nie było w domu. Ojciec biznesmen, spędzał większość czasu w podróżach. Matka z emocjonalnymi problemami była wiecznie nieobecna. Na małego Alberta spadł więc obowiązek opieki nad młodszym rodzeństwem. W dzieciństwie chłopiec bardzo chorował. Od piątego do siódmego roku życia, był hospitalizowany osiem razy. Jego rodzice rzadko odwiedzali go w szpitalu.

## Edukacja
Albert Ellis ukończył City University of New York. Jego specjalizacją były nauki o biznesie. Pierwsze kroki w swojej karierze stawiał jako pisarz. Po pewnym czasie odkrył jednak, że nie jest do tego stworzony. Zaczął pisać książki o ludzkiej seksualności. Ten temat naprowadził go na ścieżki psychologii klinicznej. W 1942 roku rozpoczął studia z psychologii klinicznej na Columbia University. W 1943 roku otrzymał tytuł magistra (M.A. ang. Master of Arts) i otworzył prywatną praktykę. Głównym nurtem psychologii, według którego pracował była psychoanaliza. W 1947 roku obronił pracę doktorską (PhD ang. Doctor of Philosophy). W tym samym roku podjął szkolenie w zakresie psychoanalizy u Richarda Hulbecka, który w owym czasie był czołowym analitykiem w Instytucie Karen Horney. W trakcie praktyki terapeutycznej zaczął oceniać skuteczność swoich oddziaływań. Szybko doszedł do wniosku, że psychoanaliza nie ma żadnego potwierdzenia w praktyce, czemu dał wyraz w artykule „Telepatia i Psychoanaliza: krytyka dotychczasowych odkryć”.

## Praktyka seksuologiczna
Oprócz prywatnej praktyki, Albert Ellis pracował jako psycholog stanu New Jersey, a od 1950 roku został kierownikiem wszystkich psychologów stanowych. W 1952 roku zrezygnował z tego stanowiska, ze względu na rosnącą popularność jaką dawały mu wydane książki na temat seksualności. Albert Ellis został okrzyknięty adwokatem wolności seksualnej, co wpłynęło na odrzucenie jego kandydatury jako wykładowcy zarówno na City University of New York, jak i Columbia University. W 1951 roku Ellis został redaktorem International Journal of Sexology na łamach którego publikował swoje artykuły dotyczące liberalizacji życia seksualnego. Jego praca w gabinecie seksuologicznym opierała się przede wszystkim o techniki psychoanalityczne. Biorąc pod uwagę wątpliwości jakie miał wobec teoretycznych podstaw psychoanalizy, oraz słabe wyniki w praktyce, Albert Ellis zaczął poszukiwać innych skutecznych metod pracy. Odkrył, że wszyscy ludzie nazywani powszechnie neurotykami charakteryzują się irracjonalnym i sztywnym myśleniem. Co więcej uznał, że są oni świadomi istnienia tych myśli. Za filozofami stoickimi uznał, że negatywne emocje takie jak strach lub zazdrość, wywodzą się z błędnej oceny świata zewnętrznego. Oznacza to, iż neurotyczne emocje wynikają nie z samej rzeczywistości, ale z interpretacji tej rzeczywistości.

## Stworzenie terapii racjonalno-emotywnej
Od 1953 roku oficjalnie zerwał z psychoanalizą i zaczął nazywać siebie terapeutą racjonalnym. Od tej pory Ellis zaczął propagować swój nowy, aktywny i bardziej dyrektywny styl terapii. Od 1955 roku swoją terapię zaczął nazywać terapią racjonalno-emotywną, w której terapeuta uczy klienta, w jaki sposób nieracjonalne przekonania dotyczące świata wpływają na emocjonalny ból. W 1957 roku Albert Ellis zaczął uczyć innych swoich technik terapeutycznych, a po dwóch latach wydał pierwszą książkę, w której po raz pierwszy zaprezentował swoje podejście do leczenia nerwic. W 1960 roku w Chicago wygłosił referat na konferencji APA (ang. American Psychological Association) prezentując swoje odkrycia. Odzew na nowe podejście terapeutyczne był znikomy. Nie zważając na opinie innych, Albert Ellis w 1959 roku założył własny Instytut Terapii Racjonalno-Emotywnej w Nowym Yorku.
W 1963 roku Ellis przeczytał artykuł Aarona Becka dotyczący myślenia w depresji. Widząc podobieństwo podejścia do chorób psychicznych skontaktował się z nim wysyłając mu część własnych prac. Od tej pory, mimo iż teorie obu naukowców różnią się, ściśle ze sobą współpracują. Albert Ellis wraz z Aaronem T. Beckiem i Donaldem Meichenbaumem uznani zostali za twórców terapii poznawczo-behawioralnej.

## Ostatnie lata
Albert Ellis miał trzy żony. Ostatnią z nich – Debbie Joffe – poślubił w 2003 roku, gdy miał 90 lat. Większą część swoich zarobków oddawał na konto Instytutu Terapii Racjonalno-Emotywnej w zamian za mieszkanie i obietnicę dożywotniej opieki medycznej. W 2004 roku przeszedł poważną operację wycięcia jelita grubego. Rada nadzorcza Instytutu stwierdziła, że wydatki na leczenie Alberta Ellisa są zbyt duże i obcięła fundusze na jego opiekę domową. Był to początek konfliktu między Albertem Ellisem a kierownictwem stworzonego przez niego Instytutu. W 2005 roku Albert Ellis został usunięty z rady nadzorczej Instytutu. Zapoczątkowało to serię spraw sądowych między nimi. W 2006 roku Ellis zabronił Instytutowi posługiwania się jego imieniem, uznając, że Instytut żeruje na jego dorobku życiowym.
Schyłek jego życia naznaczony był przez poważne choroby. W 2004 roku wycięto mu jelito grube. Przez ostatnie lata mógł poruszać się jedynie na wózku inwalidzkim, a w 2006 roku dostał poważnego zapalenia płuc, przez które musiał być wielokrotnie hospitalizowany. Mimo wątłego zdrowia Albert Ellis zmarł 24 lipca 2007 roku z przyczyn naturalnych.

## Wybrane publikacje
- The Folklore of Sex, Oxford, England: Charles Boni, 1951.
- The Homosexual in America: A Subjective Approach (introduction). NY: Greenberg, 1951.
- The American Sexual Tragedy. NY: Twayne, 1954.
- Sex Life of the American woman and the Kinsey Report. Oxford, England: Greenberg, 1954.
- The Psychology of Sex Offenders. Springfield, IL: Thomas, 1956.
- How To Live With A Neurotic. Oxford, England: Crown Publishers, 1957.
- Sex Without Guilt. NY: Hillman, 1958.
- The Art and Science of Love. NY: Lyle Stuart, 1960.
- A Guide to Successful Marriage, with Robert A. Harper. North Hollywood, CA: Wilshire Book, 1961.
- Creative Marriage, with Robert A. Harper. NY: Lyle Stuart, 1961.
- The Encyclopedia of Sexual Behavior, edited with Albert Abarbanel. NY: Hawthorn, 1961.
- The American Sexual Tragedy, 2nd Ed. rev. NY: Lyle Stuart, 1962.
- Reason and Emotion In Psychotherapy. NY: Lyle Stuart, 1962.
- Sex and the Single Man. NY: Lyle Stuart, 1963.
- If This Be Sexual Heresy. NY: Lyle Stuart, 1963.
- Nymphomania: A Study of the Oversexed Woman, with Edward Sagarin. NY: Gilbert Press, 1964.
- Homosexuality: Its causes and Cures. NY: Lyle Stuart, 1965.
- Is Objectivism a Religion. NY: Lyle Stuart, 1968.
- Murder and Assassination, with John M. Gullo. NY: Lyle Stuart, 1971.
- A Guide to Rational Living. Englewood Cliffs, N.J., Prentice-Hall, 1961.
- The Civilized Couple’s Guide to Extramarital Adventure.Pinnacle Books, 1973. ISBN 0-5232-2273-4.
- A New Guide to Rational Living. Wilshire Book Company, 1975. ISBN 0-87980-042-9.
- Anger: How to Live With and Without It. Secaucus, NJ: Citadel Press, 1977. ISBN 0-8065-0937-6.
- Handbook of Rational-Emotive Therapy, with Russell Greiger & contributors. NY: Springer Publishing, 1977.
- Overcoming Procrastination: Or How to Think and Act Rationally in Spite of Life’s Inevitable Hassles, with William J. Knaus. Institute for Rational Living, 1977. ISBN 0-917476-04-2.
- How to Live With a Neurotic. Wilshire Book Company, 1979. ISBN 0-87980-404-1.
- Overcoming Resistance: Rational-Emotive Therapy With Difficult Clients. NY: Springer Publishing, 1985. ISBN 0-8261-4910-3.
- When AA Doesn’t Work For You: Rational Steps to Quitting Alcohol, with Emmett Velten. Barricade Books, 1992. ISBN 0-942637-53-4.
- The Art and Science of Rational Eating, with Mike Abrams and Lidia Abrams. Barricade Books, 1992. ISBN 0-942637-60-7.
- How to Cope with a Fatal Illness, with Mike Abrams. Barricade Books, 1994. ISBN 1-56980-005-7.
- Reason and Emotion In Psychotherapy, Revised and Updated. Secaucus, NJ: Carol Publishing Group, 1994. ISBN 1-55972-248-7.
- How to Keep People from Pushing Your Buttons, with Arthur Lange. Citadel Press, 1995. ISBN 0-8065-1670-4.
- Better, Deeper And More Enduring Brief Therapy: The Rational Emotive Behavior Therapy Approach, Routledge, 1995. ISBN 978-0-87630-792-2.
- Alcohol: How to Give It Up and Be Glad You Did, with Philip Tate Ph.D. See Sharp Press, 1996. ISBN 1-884365-10-8.
- How to Control Your Anger Before It Controls You, with Raymond Chip Tafrate. Citadel Press, 1998. ISBN 0-8065-2010-8.
- Optimal Aging: Get Over Getting Older, with Emmett Velten. Chicago, Open Court Press, 1998. ISBN 0-8126-9383-3.
- How to Make Yourself Happy and Remarkably Less Disturbable. Impact Publishers, 1999. ISBN 978-1-886230-18-7.
- The Secret of Overcoming Verbal Abuse: Getting Off the Emotional Roller Coaster and Regaining Control of Your Life, with Marcia Grad Powers. Wilshire Book Company, 2000. ISBN 0-87980-445-9.
- The Albert Ellis Reader: A Guide to Well-Being Using Rational Emotive Behavior Therapy. Citadel, 2000. ISBN 978-0-8065-2032-2.
- Counseling and Psychotherapy With Religious Persons: A Rational Emotive Behavior Therapy Approach, with Stevan Lars Nielsen and W. Brad Johnson. Mahwah, NJ: Lawrence Erlbaum Associates, 2001. ISBN 0-8058-2878-8.
- Overcoming Destructive Beliefs, Feelings, and Behaviors: New Directions for Rational Emotive Behavior Therapy. Prometheus Books, 2001. ISBN 1-57392-879-8.
- Feeling Better, Getting Better, Staying Better: Profound Self-Help Therapy For Your Emotions. Impact Publishers, 2001. ISBN 1-886230-35-8.
- Case Studies In Rational Emotive Behavior Therapy With Children and Adolescents, with Jerry Wilde. Upper Saddle River, NJ: Merrill/Prentice Hall, 2002. ISBN 0-13-087281-4.
- Overcoming Resistance: A Rational Emotive Behavior Therapy Integrated Approach, 2nd ed. NY: Springer Publishing, 2002. ISBN 0-8261-4912-X.
- Sex Without Guilt in the 21st Century. Barricade Books, 2003. ISBN 1-56980-258-0.
- Rational Emotive Behavior Therapy: It Works For Me -- It Can Work For You. Prometheus Books, 2004. ISBN 1-59102-184-7.
- The Road to Tolerance: The Philosophy of Rational Emotive Behavior Therapy. Prometheus Books, 2004. ISBN 1-59102-237-1.
- The Myth of Self-Esteem. Prometheus Books, 2005. ISBN 1-59102-354-8.
- Theories of Personality, with Mike Abrams, and Lidia Abrams. New York: Sage Press, 2008. ISBN 978-1-4129-7062-4.
- All Out!: An Autobiography. Prometheus Books, 2009. ISBN 978-1-59102-452-1.

### Przekłady na język polski
- Ellis, A. Terapia krótkoterminowa. Lepiej, głębiej, trwalej. Gdańsk, GWP, 2000, ISBN 83-85416-85-4.
- Ellis A., Tafrete R. Ch. Jak opanować złość zanim ona opanuje ciebie. Poznań, Media Rodzina, Harbor Point Sp. z o.o., 2002, ISBN 83-85594-78-7.
- Ellis, A. Jak zadbać o własne szczęście. Kraków, Zielona Sowa, 2008, ISBN 978-83-7435-820-0.
- Ellis, A. Głębokie uzdrawianie emocji. Kraków, Zielona Sowa, 2008, ISBN 978-83-7435-770-8.
- Ellis, A., MacLaren C. Terapia racjonalno-emotywna. Podręcznik. Wydanie II. Gliwice, Helion, 2011, ISBN 978-83-246-3221-3.